# Celtic Woman: Lullaby
Lullaby es el sexto álbum de estudio del conjunto femenino irlandés Celtic Woman, oficialmente fue lanzado el 15 de febrero de 2011.
Las vocalistas en esta ocasión son Chloë Agnew, Lynn Hilary, Lisa Kelly, Órla Fallon, Méav Ní Mhaolchatha, Hayley Westenra y la violinista Máiréad Nesbitt. Este sería el segundo álbum donde siete miembros del grupo se reúnen, la primera ocasión fue en el álbum The Greatest Journey en 2008. Algunos temas interpretados en el álbum han sido extraídos de las bandas sonoras de connotadas producciones cinematográficas como Pinocho o Mary Poppins. Otros temas ya conocidos fueron tomados de otros lanzamientos previos del grupo, estos serían Goodnight My Angel encontrado en Songs From The Heart; Over The Rainbow de A New Journey; y Walking In The Air de Celtic Woman, pero esta última canción sería una versión sin el preludio Last Rose Of Summer.
La canción Hush Little Baby, interpretada por Lisa Kelly, es conocida por ser uno de los temas más cortos de la trayectoria musical de Celtic Woman hasta la fecha.

## Lista de temas
| Lullaby |                             |                                         |          |  |
| N.º     | Título                      | Intérprete(s)                           | Duración |  |
| 1.      | «When You Wish Upon A Star» | Kelly, Nesbitt                          | 3:17     |  |
| 2.      | «Stay Awake»                | Agnew, Hilary, Kelly, Nesbitt           | 3:22     |  |
| 3.      | «Baby Mine»                 | Chloë Agnew                             | 3:10     |  |
| 4.      | «Goodnight My Angel»        | Agnew, Hilary, Kelly                    | 3:14     |  |
| 5.      | «Over The Rainbow»          | Agnew, Fallon, Ní Mhaolchatha, Westenra | 2:40     |  |
| 6.      | «Suantraí»                  | Lynn Hilary                             | 3:19     |  |
| 7.      | «Walking In The Air»        | Chloë Agnew                             | 3:39     |  |
| 8.      | «The Blessing»              | Lisa Kelly                              | 3:51     |  |
| 9.      | «Brahm's Lullaby»           | Chloë Agnew                             | 2:20     |  |
| 10.     | «Hush Little Baby»          | Lisa Kelly                              | 0:50     |  |
| 29:42   |                             |                                         |          |  |

Las primeras tres canciones en el álbum son todas propiedad de Disney. En la versión de Baby Mine de Chloë Agnew, el interludio y el tercer verso son una composición original y propia de la cantante.